# 久留里馬来田バイパス
久留里馬来田バイパス（くるりまくたバイパス）は、国道410号のバイパス道路。
当該道路は君津市広岡から袖ケ浦市高谷まで延長15.7 kmのバイパス道路であるが、一部の文献では延長を10.7 kmとしている。これは、前者が起点から終点までの実延長であるのに対し、後者は実延長のうち国庫補助事業の対象となった区間のみを表しているためである。この記事での記述は特に断りのない限り前者に依っている。

## 概要
この道路は圏央道木更津ICへのアクセス向上のほか、屈曲や狭隘区間が連続し約6.9 kmの特殊通行規制区間が含まれる国道410号現道の脆弱性を解消して君津地域における混雑解消や安全確保、地域振興の促進を図り、三次医療施設や観光地へのアクセスの強化を図る事を目的に計画された。
整備事業は3工区に分けられ、起点側の君津市広岡から君津市俵田までを久留里工区（延長8.5 km）、終点側の木更津市下郡から袖ケ浦市までを馬来田工区（延長3.7 km）、他事業にて整備されたそれら2つの工区を結ぶ中央部分を西原工区（延長3.5 km）としている。
千葉県によれば主要地方道久留里鹿野山湊線への接続を2016年度、全線での供用を2023年度と見込んでおり、2024年3月25日に君津市大坂 - 向郷間延長3.5 kmが供用開始し、全線開通となった。
なお、道路は当初幅員15.0 m（歩道3.25 mと路側帯0.75 m、歩道3.5 mを往復両方向）として計画されたが、事業費圧縮の一環として一度13.4 m（往復の歩道をそれぞれ2.7 mに縮小）に改められ、最終的には13.0 m（歩道3.25 mと路側帯0.75 m、歩道2.5 mを往復両方向）に変更された。この他、同じく事業費節減のため街渠側溝の形状見直しも併せて行われている。

### 道路諸元
- 起点 : 千葉県君津市広岡
- 終点 : 千葉県袖ケ浦市高谷（三高交差点）
- 延長 : 15.7 km
- 道路規格 : 第3種第2級
- 道路幅員 : 13.0 m
- 車線数 : 2車線
- 車線幅員 : 3.25 m
- 設計速度 : 60 km/h

## 歴史
- 1985年度（昭和60年度）- 事業化および用地着手[3]
- 1989年度（平成元年度） - 工事着手[3]
- 1994年度（平成6年度） - 木更津市都市計画決定
- 1998年度（平成10年度） - 馬来田工区のうち終点側延長1.4 km間を供用開始[3]
- 1998年度（平成10年度） - 西原工区のうち起点側延長0.6 km間を供用開始[3]
- 2003年（平成15年）3月 - 馬来田工区のうち起点側延長2.3 km間を供用開始し[3]、馬来田工区が完成
- 2003年（平成15年）3月 - 西原工区のうち終点側延長2.9 km間を供用開始し[3]、西原工区が完成
- 2003年（平成15年）5月 - 久留里工区のうち起点側の大坂地先延長0.5 kmを供用開始[3]
- 2006年（平成18年）3月 - 久留里工区のうち中央部の向郷地先延長0.9 kmを供用開始[3]
- 2013年（平成25年）7月13日 - 久留里工区のうち終点側の俵田地先延長2.0 kmを供用開始[7]
- 2017年（平成29年）5月21日 - 君津市富田 - 俵田間延長1.4 kmが供用開始[8]。
- 2024年（令和6年）3月25日 - 君津市大坂 - 向郷間延長3.5 kmが供用開始し、全線開通[6][9]。

## 地理

### 重複する路線
- 千葉県道24号千葉鴨川線（君津市俵田〜袖ヶ浦市高谷）

### 接続する路線
- 国道410号現道・国道465号（大坂交差点）
- 千葉県道93号久留里鹿野山湊線（君津市向郷）
- 千葉県道145号長浦上総線（君津市富田）
- 千葉県道163号小櫃佐貫停車場線（君津市俵田）
- 千葉県道23号木更津末吉線 - 俵田交差点（君津市俵田）
- 千葉県道160号加茂木更津線（末吉西交差点）
- 千葉県道166号馬来田停車場富岡線（湯名交差点）
- 千葉県道167号馬来田停車場中川線（真里交差点）
- 首都圏中央連絡自動車道（圏央道） - 木更津東IC（木更津市下郡）
- 国道409号（三高交差点）